# Rezonville
Rezonville är en kommun i departementet Moselle i regionen Grand Est (tidigare regionen Lorraine) i sydvästra Frankrike. Kommunen ligger i kantonen Ars-sur-Moselle som tillhör arrondissementet Metz-Campagne. År 2018 hade Rezonville 312 invånare.

## Befolkningsutveckling
Antalet invånare i kommunen Rezonville
| Referens: INSEE |